# Nadányi Emil
Nadányi Emil, Schönberg (Nagyvárad, 1881. február 28. – Budapest, 1933. május 28.) magyar újságíró, lapszerkesztő, Hettyey Aranka színésznő férje.

## Élete
Schönberg Miksa nagyváradi kereskedő és Szanditz Berta fiaként született. Középiskoláit szülővárosában és a pesti piarista gimnáziumban végezte. A Kolozsvári Magyar Királyi Ferenc József Tudományegyetemen folytatta jogi tanulmányait. Már egyetemi hallgató korában a kolozsvári Ellenzék című lap közölte írásait. 1903-ban Budapestre költözött, majd a Budapesti Napló, a Pesti Hírlap, a Magyar Szó és az Országos Hírlap belső munkatársa lett. 1908 és 1915 között a Tisza István politikáját támogató Kolozsvári Hírlapot szerkesztette. 1915-ben ismét a fővárosba költözött, s megalapította a félhivatalos kormánylapként működő 8 Órai Újságot, amelynek haláláig főszerkesztője volt. 1927-től a Budapesti Hírlap vezérigazgatói és felelős szerkesztői tisztségét is betöltötte.
Házastársa Stettner (Hettyey) Aranka volt, akivel 1929. június 5-én Budapesten, a Józsefvárosban kötött házasságot.

## Művei
- Ködös napok (elbeszélések, 1902, Kolozsvár)
- Parlamenti küzdelmeink 1904–1913 (Budapest, 1914)